# 加季 (盧茨克區)
50°40′37″N 25°3′3″E / 50.67694°N 25.05083°E
加季（烏克蘭語：Гать），是烏克蘭的村落，位於該國西部沃倫州，由盧茨克區負責管轄，始建於1799年，面積1.53平方公里，海拔高度211米，2001年人口275，人口密度每平方公里180.1人。